# Bernardo José da Câmara
Bernardo José da Câmara, primeiro e único barão de Palmares (Pernambuco, c. 1807 — Pernambuco , 29 de setembro de 1878) foi um fazendeiro brasileiro.
Casou-se com Maria da Câmara Nobre. Envolveu-se na Revolta Praieira, motivo pelo qual cumpriu pena de prisão na ilha das Ratas no arquipélago Fernando de Noronha até a anistia. Na Guerra do Paraguai organizou os corpos de Voluntários da Pátria, nos quais todos os seus filhos participaram. Foi agraciado com o título de Barão de Palmares. Foi fundador do primeiro engenho central de Pernambuco, situado no Engenho Cuiambuca, no município de Água Preta, hoje município de Joaquim Nabuco. Pai de Paulino Câmara morto em um hospital de Buenos Aires durante a Guerra do Paraguai. 
Está sepultado na Igreja de Santa Rita de Cássia, no centro do Recife. 